# Marie-Célie Agnant
Marie-Célie Agnant est une écrivaine québécoise née à Port-au-Prince (Haïti). Elle vit au Québec depuis 1970.

## Biographie
Marie-Célie Agnant arrive à Montréal en 1970. Après avoir enseigné le français et travaillé comme traductrice et interprète pendant plusieurs années, elle se consacre à plein temps à l'écriture.
Son enfance a été hantée par le règne de Duvalier. Elle dit de cette époque, lors d'un entretien avec Thomas C. Spear : « L’enfance sous Duvalier, c’est la peur et le désespoir du silence. » 
Auteure de poèmes, de romans et de nouvelles, elle publie aussi des romans de littérature d'enfance et de jeunesse. Conteuse et ayant une pratique théâtrale, elle a rencontré le Bread and Puppet Theatre du Vermont en 1980, troupe avec laquelle elle a collaboré.
Elle fait des tournées, conférences et prestations en Europe, en Amérique du Sud et aux États-Unis.
En 2017, elle remporte le Prix Alain-Grandbois de poésie de l'Académie des lettres du Québec pour Femmes des terres brûlées.
Le 1er février 2023, elle a été nommée Poète officielle du Parlement, pour un mandat d'un an,,.

### Écriture
Ses textes, dans lesquelles elle aborde les thèmes de l’exclusion, de la solitude, du racisme et de la condition des femmes, ont été traduits en plusieurs langues, dont en espagnol, en anglais et en néerlandais. Le corps de la femme noire, « corps torturé, corps esclave, corps exotique, corps maternel ou corps sensuel » est également un thème présent dans son écriture.
Lucie Lequin, professeure en études françaises à l'Université Concordia, a écrit à propos de l'œuvre et des thématiques abordées par Marie-Célie Agnant : 

«  [Elle] construit une œuvre qui parle de l’humain – principalement des femmes – accablé par la vie et l’incapacité d’oublier. C’est que le poids de cette mémoire surchargée ne laisse jamais indemne. Néanmoins, au-delà de cet héritage lourd à porter, les femmes, sous la plume d’Agnant, en quête d’elles-mêmes, tentent de se reconstruire, ou pas, dans un monde décomposé, parfois putréfié, qui laisse peu de place à l’humain. De diverses façons, certaines d’entre elles sont enlisées dans leur cimetière intérieur, d’autres cherchent une neutralité tout aussi aliénante, tandis que certaines refusent le renoncement à soi et se battent pour leur soi, "debout dans la lumière, à affronter les coutelas" (Femmes au temps des carnassiers). Celles-ci veulent "vivre dans la dignité, vivre en femmes debout". »

## Œuvres

### Romans
- La Dot de Sara, Montréal, Remue-ménage, 1995, 200 p. (ISBN 2-89091-176-4)
  - La Dot de Sara, Montréal, CIDHICA, coll. « Connivence », 2000
- Le Livre d'Emma, Montréal, Remue-ménage, 2001, 168 p. (ISBN 2-89091-186-1)
- Un alligator nommé Rosa, Montréal, Remue-ménage, 2006, 240 p. (ISBN 978-2-89091-241-0)
- Femmes au temps des carnassiers, Montréal, Remue-ménage, 2015, 224 p. (ISBN 9782890915091)

### Nouvelles
- Le Silence comme le sang, Montréal, Remue-ménage, 1997, 101 p. (ISBN 2-89091-156-X)
- Nouvelles d'Ici, d'Ailleurs et de Là-bas, Montréal, Éditions de la Pleine Lune, 2017, 94 p. (ISBN 9782890244832)

### Poésie
- Balafres, Centre international de documentation et d'information haïtienne, caribéenne et afro-canadienne (CIDIHCA), 1994.  (ISBN 2-920862-82-0)
- Et puis parfois quelquefois..., Montréal, Mémoire d'encrier, 2009, 80 p. (ISBN 978-2-923713-15-1)
- Femmes des terres brûlées, Montréal, Éditions de la Pleine Lune, 2016, 90 p. (ISBN 9782890244504)

### Littérature jeunesse
- Alexis d'Haïti, Montréal, Hurtubise, 1999; réédition, Hurtubise HMH, coll. « Atout » no 30, 2006.  (ISBN 2-89428-897-2)
- Le Noël de Maïté, Montréal, Hurtubise, 1999.  (ISBN 2-89428-370-9)
- Alexis, fils de Raphaël, Montréal, Hurtubise, 2000; réédition, Hurtubise HMH, coll. « Atout » no 47, 2006.  (ISBN 978-2-89428-937-2)
- Vingt petits pas vers Maria, Montréal, Hurtubise, 2001.  (ISBN 2-89428-539-6)
- Maria, Maria, Maria, Montréal, Hurtubise, 2001.  (ISBN 2-89428-539-6)
- L'Oranger magique, Montréal, Les 400 coups, 2003.  (ISBN 2-89540-138-1)
- La Légende du poisson amoureux, Montréal, Mémoire d'encrier, 2003.  (ISBN 9782923153070)
- La Nuit du Tatou : un conte aymara de la forêt péruvienne, Montréal, Les 400 coups, 2008.  (ISBN 978-2-89540-382-1)
- Un petit bonheur tout rond, Ed. Bouton d'Or Acadie, Nouveau Brunswick, 2019

### Autres publications
- Créer, penser, informer, sous la direction de Micheline Cambron, Université de Montréal, 2005.  (ISBN 2-923356-00-4)

## Prix et honneurs
- 1995 : Finaliste pour le prix littéraire Desjardins pour La dot à Sarah[2]
- 1997 : Finaliste pour le Prix du Gouverneur général (romans et nouvelles) pour Le Silence comme le sang[2]
- 2007 : lauréate du Prix Gros Sel Grands Enfants (Bruxelles), pour La légende du poisson amoureux[2]
- 2014 : lauréate du Prix de création en prose de la Société de développement des périodiques culturels pour « Sofialorène, si loin de la délivrance »[2],[8]
- 2017 : lauréate du Prix Alain-Grandbois de poésie de l'Académie des lettres du Québec pour Femmes des terres brûlées[3]